# Chelipoda hamatilis
Chelipoda hamatilis är en tvåvingeart som beskrevs av Collin 1933. Chelipoda hamatilis ingår i släktet Chelipoda och familjen dansflugor. Inga underarter finns listade i Catalogue of Life.